# Chiesa di San Benedetto (Malles Venosta)

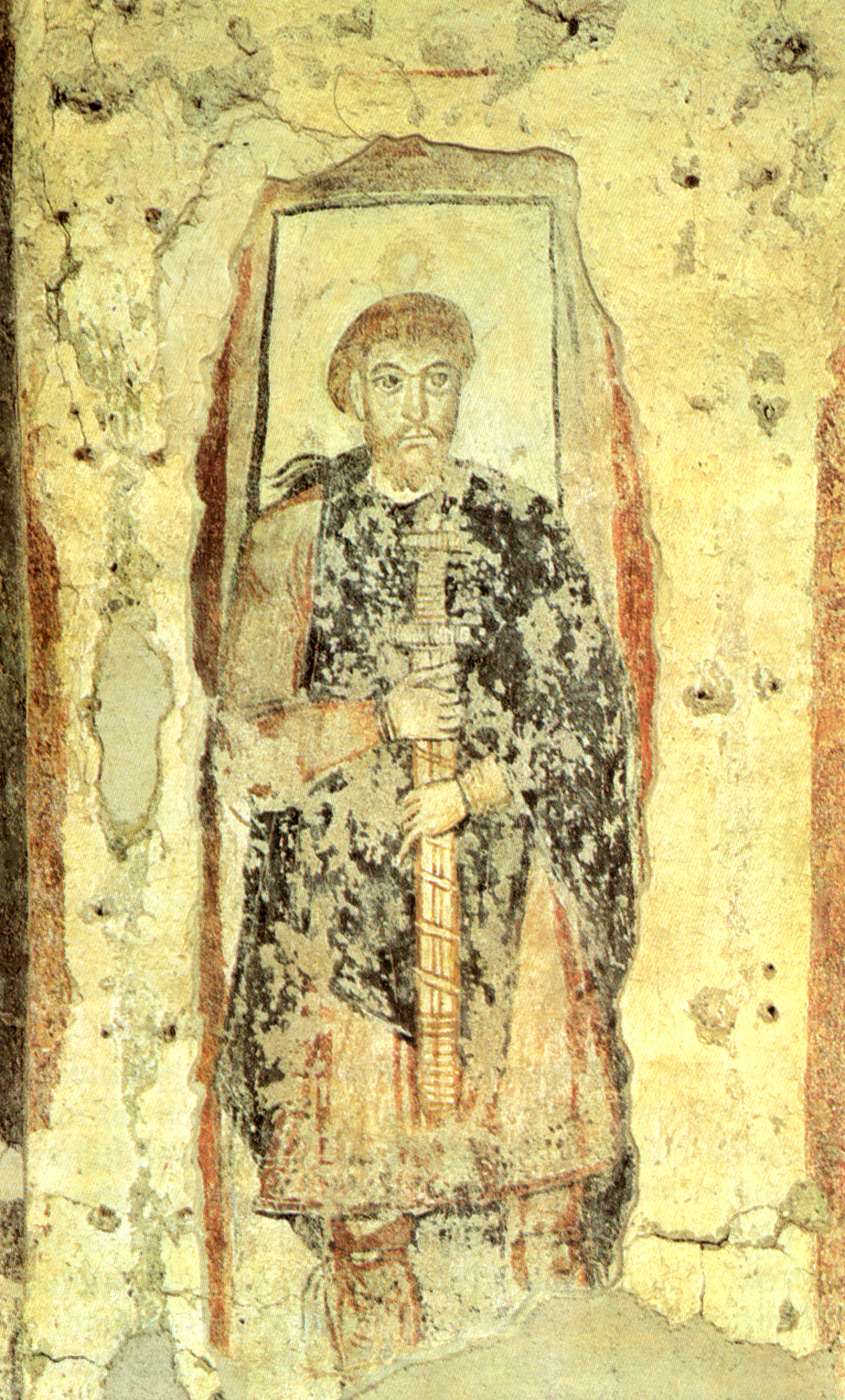
Ritratto dell'aristocratico carolingio fondatore della chiesa, IX secolo

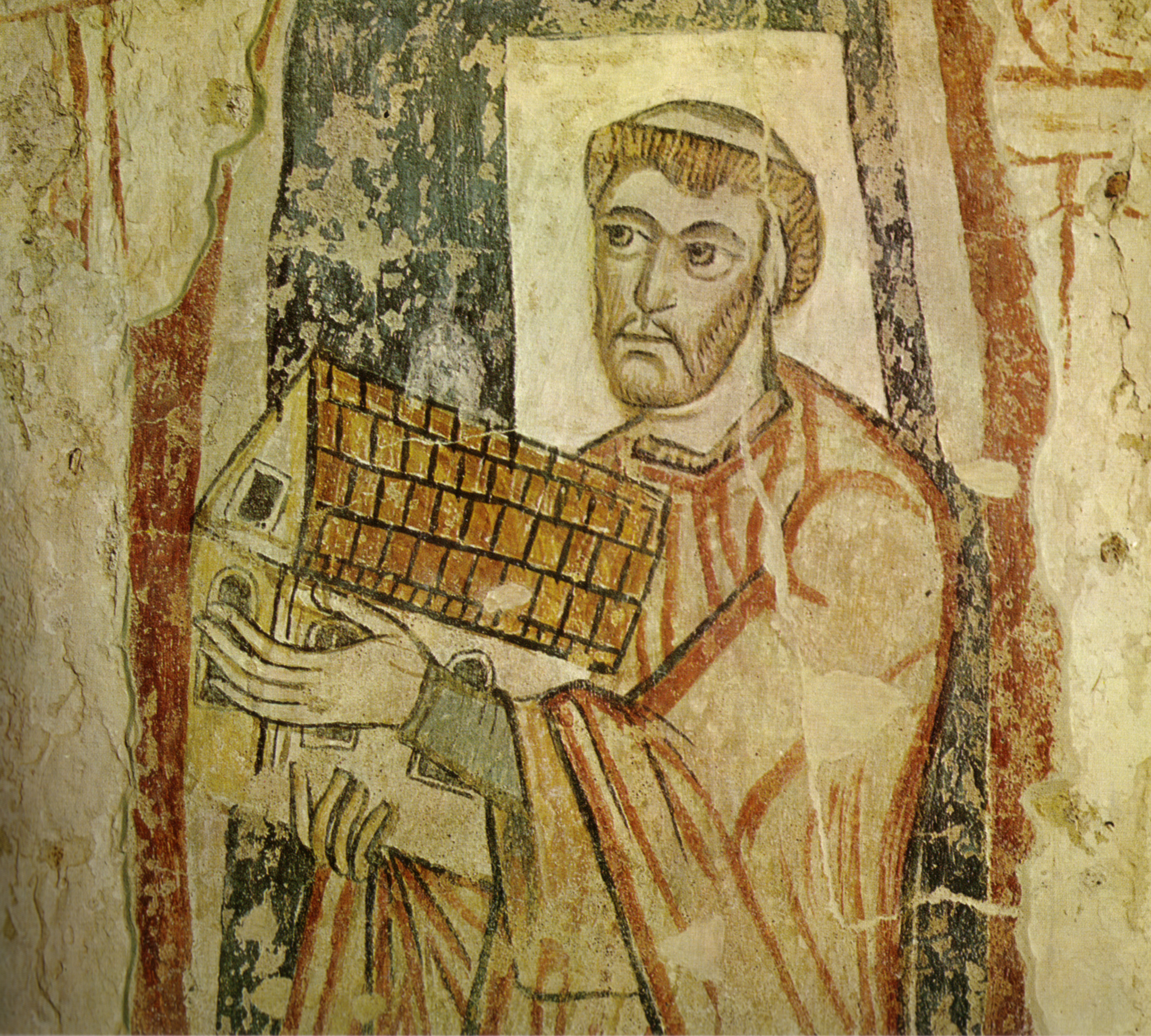
Il donatore offre la cappella

La chiesa di San Benedetto (in tedesco St. Benedikt in Mals) è una chiesa di Malles Venosta, in provincia di Bolzano.

## Storia
L'aspetto attuale della chiesa risale in larga parte all'XI secolo, con una torre campanaria del XII secolo decorata da monofore e bifore è tuttavia frutto di numerose trasformazioni.
Nel 1165 diviene proprietà delle monache benedettine che intitolano la chiesa a san Benedetto, non conosciamo tuttavia la dedicazione originale della chiesa. Dell'edificio carolingio costituito da pianta rettangolare e tre absidi rimangono soltanto due pareti. Infatti nel XVII secolo per motivi di stabilità vengono demolite due pareti della struttura carolingia (pareti ovest e sud). Nello stesso secolo vengono inoltre tamponate le absidi con materiali di risulta e gli affreschi vengono intonacati.
La chiesa viene sconsacrata alla fine del Settecento, utilizzata come magazzino e poi come falegnameria.
Gli affreschi furono riscoperti tra il 1913 e il 1915 dallo storico dell'arte sudtirolese-austriaco Josef Garber. Una successiva campagna di restauri fu diretta da Nicolò Rasmo tra il 1962 e il 1963.
L'opera d'arte più importante sono comunque i resti del ciclo di affreschi databili al IX secolo, tra le pochissime testimonianze della pittura parietale carolingia in Europa.
Oggi sulla parete di fondo sono presenti nuovamente le absidi che in origine contenevano probabilmente tre altari, ciascuno dedicato a un santo. L'altare centrale è dedicato alla figura di Cristo, quelli laterali a san Gregorio e a santo Stefano. Nei due pilastri che separano le nicchie rimangono degli affreschi raffiguranti probabilmente i due committenti: un ecclesiastico che offre il modellino della chiesa a Cristo e un uomo che tiene una spada per la cui identificazione è stato proposto il nome di Unfrido nominato da Carlo Magno conte della Rezia. Entrambi i committenti sono raffigurati con un'aureola quadrata (signum viventis), utilizzata per i personaggi illustri ma ancora vivi. Si tratta di affreschi molto rovinati che tuttavia dovevano in origine essere incorniciati anche da decorazioni a stucco. Tra il materiale di scarto utilizzato per il tamponamento delle absidi avvenuto nel XVII secolo sono stati infatti ritrovati parti di decorazione in stucco e frammenti degli altari.
Tutta la chiesa era anticamente coperta da affreschi, ma le tracce di gran parte delle scene sono minime. Alcuni hanno ipotizzato che il ciclo raffigurasse San Gregorio che scrive omelie e Episodi della vita di Re Davide, da porre in relazione con la restaurazione imperiale di Carlo Magno stesso. Alcune testimonianze di tali affreschi si sono conservate nella parete nord tuttavia è difficile definire il significato iconografico degli episodi raffigurati.
Gli affreschi sono dovuti a due distinte personalità, il primo viene detto Maestro dei Ritratti, a cui si devonole raffigurazioni dei due committenti a lato della nicchia centrale e la decorazione della parete settentrionale, ed il secondo detto Maestro delle Nicchie, autore delle immagini delle tre absidi. Questo secondo si caratterizza per i colori vivi e contrastanti, mentre il primo possiede un maggior senso della linea e del volume ed un colore più chiaro e sfumato. Si tratta in ogni caso di personalità di altissimo livello che, soprattutto per la solenne
monumentalità e per l'incisività della caratterizzazione fisionomica sono con ogni probabilità di estrazione lombarda.
Altre testimonianze di pitture dell'epoca sono straordinariamente concentrate in questa valle: nella chiesa di San Procolo a Naturno e, sul lato svizzero, nel monastero di San Giovanni nella Val Müstair.

## Curiosità
L'affresco carolingio, ormai di natura iconica, nel 2002 è servito come logo di un convegno internazionale "Dio, storia e cultura medievale", organizzato dall'Accademia austriaca delle scienze a Vienna.
Esso costituisce anche l'immagine di copertina dell'importante monografia della storica inglese Susan Wood, dedicata al fenomeno della chiesa del primo medioevo europeo, pubblicata a Oxford nel 2009.